# Катастрофа Ил-14 в Ташкенте
Во вторник 23 декабря 1958 года в аэропорту Ташкента потерпел катастрофу Ил-14 компании Аэрофлот, в результате чего погиб 21 человек.

## Самолёт
Ил-14 (по другим данным — Ил-14М) с бортовым номером 61663 (изначально — Л1663, заводской — 6342007, серийный — 20-07) был выпущен Ташкентским авиационным заводом в 1956 году и вскоре передан Главному управлению гражданского воздушного флота, которое направило его в 160-й авиатранспортный отряд Узбекского территориального управления гражданского воздушного флота. Всего на момент катастрофы авиалайнер имел 3295 часов налёта.

## Катастрофа
Самолёт выполнял рейс 466 из Минеральных Вод в Ташкент, а пилотировал его экипаж из 160-го лётного отряда, состоящий из командира (КВС) В. С. Багдасарова, второго пилота А. Е. Ратова, штурмана С. Н. Шепилова, бортмеханика В. В. Воробьёва и бортрадиста С. А. Кукса. В салоне работал стюард Т. Пулатов. 22 декабря в 21:15 МСК Ил-14 вылетел из аэропорта Ашхабада, где совершал последнюю промежуточную остановку по маршруту, и после набора высоты занял эшелон 3000 метров. На борту авиалайнера находились 15 пассажиров. Согласно выданному экипажу прогнозу погоды, в Ташкенте ожидалась сплошная слоисто-дождевая облачность высотой [от земли] 300—600 метров, отдельные облака высотой 100—200 метров, снегопад и дымка, видимость 2000—4000 метров, временами 1000—2000 метров.
Когда экипаж вошёл в зону Ташкентского аэропорта, диспетчер дал им указание снижаться до высоты 1800 метров по стандартному давлению, а затем 800 метров по давлению аэродрома. Также диспетчер передал фактическую погоду: снегопад, видимость около 1000 метров. Это было ниже метеорологического минимума аэродрома (высота нижней кромки облаков 150 метров и горизонтальная видимость 2000 метров), но диспетчер не дал указания экипажу уходить на запасной аэродром. Когда авиалайнер на высоте 800 метров вышел на ДПРМ, руководитель полётов (РП) дал экипажу указание выполнять заход на посадку по установленной схеме, несмотря на то, что погодные условия были ниже метеорологического минимума. С помощью системы РСП-4 и под руководством РП пилоты совершили полёт по схеме и заход на посадку, а на высоте 550 метров пролетели заградительный маркер, после чего РП дал им указание выпускать шасси и начинать снижаться. Когда самолёт пролетел БПРМ, командир доложил: «Полосу вижу, прошу посадку», на что получил разрешение на посадку.
Но когда авиалайнер подходил к началу ВПП, на высоте 10—15 метров командир доложил об уходе на второй круг.
| Диспетчер | Зря уходите, хорошо зашли |
| Командир  | Не горят лампочки все     |

После этого связь прекратилась. 23 декабря в 03:10 по местному времени (00:10 МСК) находящийся на высоте 100—150 метров и в 2645 метрах от начала полосы уходящий на второй круг Ил-14 вдруг резко развернулся вправо и под углом 60° с работающими двигателями врезался в заснеженное поле в 220 метрах правее ВПП. Все находящиеся на борту 6 членов экипажа и 15 пассажиров погибли.

## Причины
Как установила техническая экспертиза, единственным отказом техники на самолёте был в сигнализации выпуска шасси (согласно докладу экипажа).

1. Грубое нарушение руководителем полётов НПП-ГА-58 и инструкции по производству полётов аэропорта Ташкент, выразившееся в разрешении на посадку при погоде ниже минимума и ненаправление самолёта на запасной аэродром.
2. КВС ухода на запасной аэродром не потребовал. При уходе на второй круг с управлением не справился, потеряв скорость.

Сопутствующие факторы: 
1. Слабая подготовка КВС к полётам в СМУ, систематически выявлявшаяся в процессе его работы в авиаотряде. Однако вместо его перевода на наземную работу командование 160 АТО решило его переучить на Ил-14 и доверить перевозку пассажиров. Обучение производилось поспешно и некачественно.
2. Неисправность сигнализации. Данная неисправность также возникала 9 декабря и была устранена путём замены ряда устройств электрической цепи.
3. Дача неоправдавшегося прогноза погоды АМСГ аэропорта Ташкент и отсутствие должного наблюдения за фактической погодой и определения нижней границы облаков.

— 